# فيث بروس
فيث بروس (بالإنجليزية: Faith Burrows)‏ هي رسامة كارتون أمريكية، ولدت في 17 نوفمبر 1904 في دايتون في الولايات المتحدة، وتوفيت في 11 أبريل 1997.